# محاري فلوريدا

محاري فلوريدا (الاسم العلمي: Pleurotus floridanus) هو نوع من الفطريات يتبع جنس المحاري من فصيلة المحارية.